# 纽约州诉法伯案
纽约州诉法伯案（New York v. Ferber），是一起有关儿童色情制品的合法性与言论自由的美国刑事诉讼判例。美国最高法院在本案中判决，儿童色情作品不属于保护“言论自由”的美国宪法第一修正案的保护对象，因此无论其是否具有猥亵性，均可以被立法限制发布。

## 案件发生当时对儿童色情作品的限制
1977年，纽约州刑法第263条施行，该条对儿童色情作品的发行进行了规制。自此以后，在纽约州，人们不得制作或发布描绘未满16岁的儿童的色情照片及录像。该条法律第10项规定禁止发布有猥亵性的儿童色情作品，而第15项则不论是否具有猥亵性，而全面禁止发布儿童色情作品。
在1973年的米勒诉加利福利亚州案中，最高法院就认为色情作品不受宪法第一修正案的保护，判定禁止出版色情作品的加州法律合宪。但该判决中也提及对色情作品的限制应当不侵害表现自由，必须对色情进行严格的定义。因此那些不含猥褻性的色情作品仍受宪法第一修正案的保护，由此可能可以推导出纽约州刑法第263条第15项违宪。
1978年，美国在联邦立法层面也禁止儿童色情作品的发布，但当时仅以带有猥亵性的制品为限。

## 案件审理经过
1980年，色情作品商店的店主博尔・法伯将一份少年自慰的录像带销售给了特意到店里来取证的便衣警察，警察以其触犯纽约州刑法第263条第10项及第15项为由，对其提起刑事控告。法伯被陪审团判定为有罪，之后的上诉审中，有罪判决也得以支持。
但是，纽约州的最高司法机关纽约州上诉法院认为，该州刑法第263条第15项并未以猥亵性为该罪的构成要件，因此可能会将具有社会价值或艺术价值的照片等艺术作品都纳入限制的范围，而有过于宽泛之嫌。此外，法官也认为以保护儿童为由而仅仅限制性相关的行为是不充分的。鉴于上述理由，上诉法院以上述法条违反美国宪法第一修正案为由，判决法伯就该法条而言并无罪。
纽约州检察长向美国最高法院提起了上诉。最高法院在1982年7月2日做出九人一致的判决，认定纽约州刑法第263条第15项为合宪，撤销了纽约州上诉法院的判决，发回重审。

## 判决要旨
儿童色情作品的制作发布往往与对儿童的虐待行为联系在一起。以儿童作为色情作品的素材，这对儿童的心理健康极为有害，因此立法对此进行限制是合理的。凭借米勒诉加利福尼亚州案的判决原则，仅仅限制带有猥亵性的儿童色情作品，并不能解决儿童色情作品带来的问题。对儿童色情作品的销售行为构成了拍摄制作行为的经济动机。儿童在色情作品中的演出应当被禁止，而儿童色情作品的销售就是违法行为的重要部分。此外，一般而言，儿童色情作品也不具有重要的艺术价值，即使有艺术上的必要性，也往往会有替代的手段。
基于上述理由，儿童色情作品不论其猥亵性的有无，都不属于宪法第一修正案的保护范围，美国各州有权立法限制其制作和发行。从先例来看，以表现的内容为理由而将某种表现排除在宪法的保护范围之外的做法并不矛盾。
纽约州刑法第263条明确地定义了儿童色情作品，该条第15项的限制性规定并不构成过分宽泛。
所以，纽约州刑法第263条第15项规定的限制为合宪的内容。

## 后续影响
受该判例的影响，美国国会在1984年将限制范围扩大到不具猥亵性的儿童色情作品。
1990年，美国最高法院在奥兹本诉俄亥俄州案中判决，禁止持有儿童色情作品的州法律也为合宪。

## 引注出典
1. ↑  Brown 1982，第1337頁.
2. 1 2  井樋 2009，第15頁.
3. ↑  Eastland 2000，第274頁.

## 关联条目
- 美国最高法院案例列表